# Ludwik Niemojowski
Ludwik Niemojowski herbu Wierusz (ur. 1823 w Radoszewicach w Kaliskiem, zm. 18 grudnia 1892 w Warszawie) – nowelista, dramaturg, etnograf.
Jego ojcem był Gabryiel, prezes trybunału województwa kaliskiego, matką Katarzyna z Lubowidzkich. Ludwik był bratankiem Bonawentury i Wincentego Niemojowskich.
Cieszył się poważaniem sąsiadów, czego wyrazem był wybór na funkcję marszałka szlachty wieluńskiej. Był także wójtem ówczesnej gminy Radoszewice. W 1851 r. ukazała się drukiem napisana przez niego komedia "Dwa towarzystwa". W 1865 r. wydał w Poznaniu "Komedie" oraz poemat religijny "Obrazy z Pisma św.". W 1855 r. odbył podróż do Włoch i Tunisu. We Włoszech poznał Teofila Lenartowicza. Relacje z podróży ogłaszał w "Gazecie Warszawskiej" i "Kronice Wiadomości Krajowych i Zagranicznych".
W okresie powstania styczniowego zaopatrywał powstańców w pieniądze i żywność. 27 marca 1863 w Radoszewicach Rosjanie rozbili oddział Teodora Cieszkowskiego. Po bitwie naczelnik wieluńskiej żandarmerii doniósł, że w dworze leczono 8 powstańców, a w kościele zastał 9 trupów leżących we krwi pod chorągwią z napisem: "Braciom męczennikom 1861 r." Zarzucono Niemojowskiemu, że "chciał wzbudzić jeszcze większe u postronnych ludzi oburzenie do Rosjan" i że "zabitych chciał pochować na terenie parku w kurhanie, przez co mógłby dać powód do nowych manifestacji". Ponadto zarzucono, iż wskazał powstańcom winnych zdrady chłopów, których inny oddział powstańczy powiesił 9 kwietnia 1863.
Niemojowski i ks. Stanisław Korecki zostali aresztowani i skazani na karę śmierci, zamienioną następnie przez hr. Fiodora Berga na zesłanie na Syberię. Ks. Korecki do kraju już nie powrócił. Niemojowski przebywał w guberni jeniseńskiej, potem w Minnusiańsku, skąd jako agent handlowy odbywał podróże po Mongolii. Wrócił po 12 latach i osiadł w Warszawie. 
Wspomnienia z tych czasów drukował w "Wędrowcu", "Bibliotece Warszawskiej" i innych. Opublikował w 1875 r. "Obrazki z Syberii", przetłumaczone następnie na angielski i wydane w Londynie w 1885 r. Jego twórczość charakteryzował głęboki patriotyzm. Był dwukrotnie żonaty. Zmarł 18 grudnia 1892. W jego parafialnym kościele w Siemkowicach zachowała się tablica epitafijna z napisem: Ś.P. Ludwik Niemojowski Dziedzic Radoszewic, b. Marszałek Szlachty, literat, zmarły w Warszawie 18 XII 1892 r. Wieczny odpoczynek racz mu dać Panie.  Pochowany na cmentarzu Powązkowskim (kwatera 66-3-10/11).